# Cillíne mac Forannáin
Cillíne mac Forannáin (mort en 652) est un roi d' Uí Failghe, un peuple Laigin du Comté d'Offaly.

## Origine
Cillíne est le fils de Forannán fils de Congalach et un arrière-petit-fils de Máel Uma le frère du roi Áed Rón mac Cathail (mort en 604)

## Contexte
Cillíne apparaît comme roi dans la « Liste de Rois » du Livre de Leinster et il est mentionné dans les généalogies et dans  le poème sur le fort royal de Rathangan, dans le comté de Kildare. Toutefois la datation exacte de son règne est incertaine.
Bien qu'il succède à  Ailill mac Áedo Róin (mort en 639) dans la liste du Livre de Leinster; le poème mentionne un roi nommé Conaing entre leurs deux règnes. Selon les Annales, Cillíne est tué lors d'une guerre civile entre les Uí Failge lors de la Bataille de Cúil Corra. La succession royale après sa mort ne peut elle non plus être  clairement établie. Il semble avoir comme successeur un nommé Máel Dúin, ensuite son neveu, le fils de son frère Díumassach, dénommé Fland Dá Chongal accède à la royauté.

## Sources
- (en) Gearóid Mac Niocaill, Ireland before Vikings, Dublin, Gill & Macmillan, 1972
- (en) Francis John Byrne, Irish Kings and High-Kings, Dublin, Courts Press History Classics, 2001 (ISBN 1-851-82-196-1).